# Старый Елбак
Старый Елбак — деревня в Болотнинском районе Новосибирской области. Входит в состав Карасёвского сельсовета.

## География
Площадь деревни — 20 гектар.

## История
В 1926 году деревня состояла из 81 хозяйства, основное население — русские. В административном отношении находилась в составе Карасёвского сельсовета Болотнинского района Томского округа Сибирского края.

## Население
| 2002 | 2007 | 2010 |
| ---- | ---- | ---- |
| 48   | ↘42  | ↘34  |

## Инфраструктура
В деревне по данным на 2007 год отсутствует социальная инфраструктура.